# Un drame à Séville
Pour plus de détails, voir Fiche technique et Distribution.
Un drame à Séville (titre alternatif : La Mort d'un toréador) est un film muet français réalisé par André Heuzé et Louis Gasnier, sorti en 1907.

## Synopsis
Un matador découvre que sa femme a un amant. Il affronte celui-ci dans un duel et le blesse. L'amant part avec sa femme. Rentré chez lui, le matador écrit une lettre pour son épouse lui disant que son prochain combat sera le dernier. La jeune femme et l'amant se rendent à la corrida dans laquelle le mari est somptueux. Seulement il est mortellement blessé et meurt dans les bras de sa femme repentante.

## Fiche technique
- Titre : Un drame à Séville
- Titre alternatif : La Mort d'un toréador
- Réalisation : André Heuzé
- Collaboration technique : Louis Gasnier
- Scénario : Armand Massard
- Société de production : Pathé Frères
- Pays d'origine :  France
- Langue : film muet avec les intertitres en français
- Métrage : 155 mètres
- Format : Noir et blanc — 35 mm — 1,33:1 — Muet
- Genre : Film dramatique
- Durée : 5 minutes 10
- Dates de sortie :
  -  France : 30 août 1907
  -  États-Unis : 19 octobre 1907
  -  Colombie : 28 septembre 1908

## Distribution
- Max Linder : Le matador